# Кортез (Флорида)
Кортез (енгл. Cortez) насељено је место без административног статуса у америчкој савезној држави Флорида.

## Демографија
По попису из 2010. године број становника је 4.241, што је 250 (-5,6%) становника мање него 2000. године.
| Група             | 2000.         | 2010.         |
| Белци             | 4.366 (97,2%) | 4.063 (95,8%) |
| Афроамериканци    | 7 (0,2%)      | 28 (0,7%)     |
| Азијати           | 24 (0,5%)     | 27 (0,6%)     |
| Хиспаноамериканци | 59 (1,3%)     | 94 (2,2%)     |
| Укупно            | 4.491         | 4.241         |